# وادي قباني
وادي قباني هي قرية فلسطينية في قضاء طولكرم. اكتسب الوادي مسماه من عائلة القباني اللبنانية التي كانت تملك وتقيم في تلك الأرض الواقعة ضمن قضاء طولكرم، على بعد 12 كم إلى الشمال الغربي لمدينة طولكرم، وغربي قاقون وعلى بعد 1,5 كلم إلى الشرق من الطريق العام الساحلي الذي كانت متصلة به بواسطة طريق فرعية تمر بالقرية، ترتفع عن سطح البحر 25 متر. بلغت مساحة الوادي 9812 دونما، وكانت القرية مبنية فوق خربة الشيخ حسين الأثري الذي يحتوي على أدوات يقال أن تاريخها يعود إلى أيام الرومان. عاشت في الوادي عائلات عربية فلسطينية من أصول وادي الحوادث، قاقون ومهادوة، حيث كانت معيشة السكان تعتمد على الارتزاق من زراعة الأرض وفلاحة الحبوب، سرّب الانتداب البريطاني للمستوطنين مساحة كبيرة جدا من أراضي الوادي حوالي 9,276 دونم، حيث أقام فيها المستوطنون سكنهم، فلسطين في الذاكرة.

## سكانها
بلغ عدد سكانها من العرب عام 1945 م إلى (320) نسمة، وارتفع عددهم عام 1948م إلى (371) نسمة، في عام 1998 قدّر عدد اللاجئين اللذين تعود أصولهم إلى هذه القرية إلى 2828 لاجئ، موزعون على مخيمات ومنها: مخيم بلاطة ومخيم طولكرم ونور شمس وقسم منهم في مخيمات الأردن.

## احتلالها
في يوم 1 آذار، 1948م هجمت المنظمات الصهيونية الإرهابية المسلحة، وقامت باحتلال كامل تراب الوادي وتشريد سكانه في عملية تطهير عرقي سميت «التنظيف الساحلي»، وقد شمل القرية أمر قيادة الهاجاناه إلى وحداتها بأن تجلي أو تطرد سكان القرى العربية الواقعة على المحور الممتد بين تل أبيب وحديرا المستعمرة اليهودية الكبيرة حيث إن قرية وادي قباني تقع عند منتصف الطريق بين النقطتين، كما وشمل قرار الطرد القرى المجاورة لوادي قباني – ومنها وادي الحوارث وعرب النفيعات.

## القرية اليوم
بقي من أثر القرية مقبرتها، تحيطها شجرتا شوك المسيح، والتي حولت بدورها إلى ملعب للأطفال تابع لكيبوتس لليهود، قام اليهود بتوسيع مجموعة من المستعمرات على أرض وادي القباني المغتصبة وأراضي القرى المحيطة، ومنها: مستعمرة «مشمار هشارون» و«وكفار حاييم» و«كيبوتس هعوغن» و«بيت هليفي» و«كفار مونش»